# Maxime Ouédraogo
Maxime Ouédraogo (* 12. September 1923 in Lallé, Obervolta, heute Burkina Faso; † 15. September 2001) war ein Politiker und Fußballfunktionär aus dem westafrikanischen Staat Burkina Faso.
Er wurde als Sohn eines Postbeamten in Lallé geboren, einem Dorf, das heute zur Gemeinde Siglé in der Provinz Boulkiemdé (Region Centre-Ouest) gehört. Von Beruf Technischer Angestellter im Gesundheitswesen wurde er im Mai 1959, ein Jahr vor der Unabhängigkeit der französischen Kolonie, als Minister für Arbeit Mitglied im Regierungsrat unter Maurice Yaméogo; dem ersten Kabinett nach der Unabhängigkeit 1960 gehörte er nicht an. Er war Teil des radikalen Flügels des Rassemblement Démocratique Africain (RDA), der sich für vollständige Unabhängigkeit von der ehemaligen Kolonialmacht Frankreich einsetzte.
Bis 1962 war er Minister für Post und Telekommunikation (ministre des Postes et Télécommunications), dann Minister für öffentlichen Dienst und Arbeit (ministre de la Fonction publique et du Travail). Von Präsident Yaméogo beauftragt, eine Einheitsgewerkschaft zu schaffen (Union Nationale des Syndicats des Travailleurs de Haute-Volta, UNST-HV), stieß er auf heftigen Widerstand der bestehenden autonomen gewerkschaftlichen Gruppen. Auch die Gründung einer Konsumgenossenschaft (Coopérative Centrale de Consommation de Haute-Volta, CCCHV) änderte daran nichts. Am 18. Juni 1963 wurde er unter dem Vorwand inhaftiert, Gelder veruntreut zu haben. Da dies aber gängige Praxis der damaligen Regierung war, lag der Grund stattdessen darin, dass sich der bei der Jugend sehr beliebte Ouédraogo durch den Aufbau einer politischen Klientel in Ouagadougou zu einem ernsten Konkurrenten für Yaméogo entwickelte. Im August 1965 wurde er zu zehn Jahren Zwangsarbeit verurteilt. Nach dem Sturz Yaméogos im Januar 1966 kam der in Koudougou inhaftierte Ouédraogo wieder frei und wurde später vom Obersten Gerichtshof Obervoltas rehabilitiert.
In der Zeit kurz vor der Unabhängigkeit war der Mitbegründer und Präsident des Fußballvereins Jeanne d’Arc (heute ASFA-Yennenga Ouagadougou) Vorsitzender des Fußballdistriktes für Ouagadougou innerhalb der sportlichen Verwaltung Französisch-Westafrikas. Nach der Erlangung der Unabhängigkeit 1960 war Ouédraogo bis zu seiner Inhaftierung 1963 Präsident des nationalen Fußballverbandes, der heutigen Fédération Burkinabè de Football (FBF).